# 应姓
應姓為漢姓之一，在《百家姓》中排名第175位。

## 起源
- 应姓最大宗者，出于姬姓，源于周武王四子应叔。应叔在武王克殷后被封至应地（今河南平顶山市一带）。後人改姓應。
- 秦國「應侯」范雎的後裔、門客，改姓應。

## 延伸阅读
[在维基数据编辑]
 《百家姓》
 《欽定古今圖書集成·明倫彙編·氏族典·應姓部》，出自陈梦雷《古今圖書集成》